# Lancia Beta Montecarlo

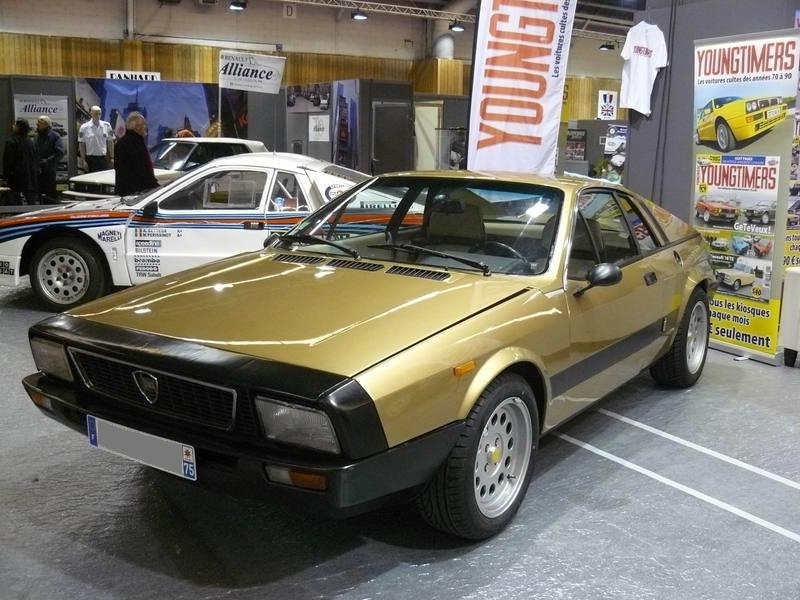
Lancia Beta Monte-Carlo de 1977.

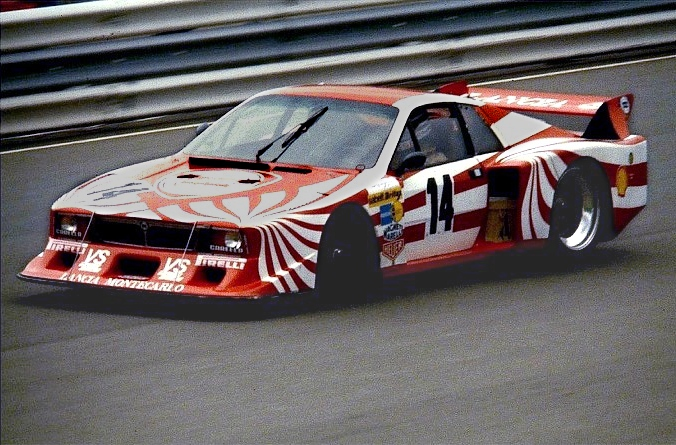
Ricardo Patrese, lors des 1 000 kilomètres du Nürburgring en 1980 (4e avec Heyer).

La Lancia Beta Montecarlo est née en 1975 d'une étude de style du carrossier Pininfarina. Présentée au Salon de Genève 1975, cette étude était destinée à Fiat pour assurer le remplacement de la Fiat 124 Coupé. Le premier prototype portait le nom de code usine Fiat X 1/8 en 1970 qui devient X 1/20 en 1974.

## Conception et développement
Le groupe Fiat, qui avait racheté Lancia en 1969, a voulu rapidement relancer la marque et lui attribua ce coupé afin de compléter l'offre de la berline Beta.
Conçue sous la forme d'une berlinette avec un moteur central, elle disposait d'un châssis tubulaire très facile à « préparer » pour une vocation sportive en course.
Commercialisé en novembre 1975 sous le nom Montecarlo écrit à l'italienne, en hommage aux innombrables victoires des Lancia dans le célèbre rallye, le moteur était une évolution du deux litres Fiat à deux arbres à cames en tête développant 118 ch. C'est surtout la silhouette de la voiture qui attirait l'attention. C'est un ensemble d'une rare sobriété pour le genre de voiture, le style est parfaitement maîtrisé avec un aspect compact et des formes anguleuses comme le voulait la mode italienne de l'époque. Cette stricte deux places n'a reçu que des éloges quant à ses caractéristiques routières, tenue de route à fortes vitesses, freinage et accélérations dignes d'une grosse GT. Comportement d'une rare efficacité, fut même le qualificatif le plus souvent utilisé.
Elle fut également commercialisée aux États-Unis sous le nom de Lancia Scorpion, avec un moteur à cylindrée réduite (1,8 litre de 81 ch).
Lancia commercialisera dès 1976 la version spider de la Montecarlo qui disposait des mêmes caractéristiques mécaniques. Seul le pavillon de toit était amovible.

## En compétition
En 1979, désormais en version Turbo, le modèle termine deuxième des 6 Heures de Mugello, pour sa première saison en WSC (avec la paire Riccardo Patrese / Carlo Facetti).
Après sa victoire dans le Deutsche Rennsport Meisterschaft 1980 (seule voiture non allemande à s'y être imposée, grâce à Hans Heyer du Fruit of the Loom - Team GS-Sport, victoires à Hockenheim et Mainz-Finthen, pour 8 podiums en 11 courses), le projet fut ensuite repris par le département courses de Lancia. Celui-ci en dériva une version purement destinée à la compétition, la Lancia Montecarlo Turbo Silhouette et pour les compétitions de rallye, la Lancia Rally 037.
Lancia remporte ainsi consécutivement deux titres constructeur de Championnat du monde des voitures de sport (WSC) en catégorie 2L. avec la voiture, en 1980 et 1981, ainsi que celui des marques pour 1980 (victoires obtenues avec Riccardo Patrese, accompagné selon les courses par Walter Röhrl -6 courses sur circuits WSC entre 1979 et 1980-, Eddie Cheever, Hans Heyer, Piercarlo Ghinzani ou Andrea De Cesaris). Entre les deux saisons de WSC, Patrese gagne aussi en décembre 1980 le Tour d'Italie automobile, avec deux autres rallymen, Markku Alén et Ilkka Kivimäki (le copilote habituel de ce dernier), pour ce qui est une épreuve mixte routes/circuits.
Henri Pescarolo aura l'occasion de se classer deuxième avec la voiture, pour une unique course lors des 6 Heures de Watkins Glen de 1981, associé à De Cesaris (toujours chez Martini Racing).  

## Production
Un total de 7 595 exemplaires seront fabriqués jusqu'en 1981(hors modèles de compétition).

## Victoires en WSC
(absolues, par une voiture GT 2L.)
- 6 Heures de Brands Hatch 1980
- 6 Heures de Mugello 1980
- 6 Heures de Watkins Glen 1980
- 6 Heures de Watkins Glen 1981 (cette fois avec Michele Alboreto)